# Xiphopteris conjunctisora
Xiphopteris conjunctisora là một loài dương xỉ trong họ Polypodiaceae. Loài này được Baker Copel. mô tả khoa học đầu tiên năm 1953.